# Steppenwolf (personaj)
Steppenwolf este un răufăcător⁠(d) care apare în benzile desenate publicate de DC Comics. Creat de artistul Jack Kirby, personajul este introdus pentru prima dată în seria New Gods⁠(d) #7  din februarie 1972. General militar de pe planeta Apokolips⁠(d) și unul dintre noii zei⁠(d), Steppenwolf este fratele lui Heggra și unchiul matern al lui Darkseid. Considerat un subaltern al lui Darkseid, acesta conduce armatele de parademoni⁠(d) în conflictele lor cu Superman și Liga Dreptății.
Personajul este prezentat în DC Extended Universe⁠(d) și apare pentru prima dată în filmul Batman vs. Superman: Zorii dreptății, sub forma unei imagini generate de calculator, iar mai târziu este interpretat de actorul Ciarán Hinds⁠(d) atât în Liga Dreptății, cât și în Zack Snyder's Justice League.

## Biografie
Partea din rândul noilor zei, Steppenwolf este fratele mai mic al lui Heggra (mama lui Darkseid) și unchiul lui Uxas (Darkseid). În calitate de subaltern al lui Darkseid, acesta este conducătorul armatelor de pe planeta Apokolips⁠(d).
A supraviețuit unei întâlniri cu Doomsday⁠(d), demonul care l-a ucis pe  Superman. În urmă cu două sute patruzeci și cinci de mii de ani, Steppenwolf călătorește alături de Darkseid, Master Mayhem și un mic echipaj pe planeta Bylan 5. Aceasta este bogată în resurse naturale delicate necesare pentru înarmarea planetei Apokalips. Căsătoria forțată dintre Darkseid și prințesa planetei este întreruptă de atacul lui Doomsday. După ce îl răpune pe Master Mayhem, Darkseid se implică într-o luptă corp la corp cu acesta, ignorând propunerea lui Stepphenwolf de a utiliza fascicule omega. Conștient că distrugerile cauzate de conflict au condamnat planeta și toți locuitorii săi, acesta îl teleportează pe Darkseid și decid să lase uitării întâmplarea. Doomsday părăsește planeta ascuns la bordul navei apokoliptiane.
Steppenwolf apare de cele mai multe ori în flashbackuri. Creat de Jack Kirby, acesta debutează în New Gods #7, o poveste prezentată prin flashbackuri, în care îl ajută pe Darkseid s-o ucidă pe soția rivalului său Highfather⁠(d). Ulterior, Highfather îl ucide pe Steppenwolf pentru a răzbuna moartea soției sale, evenimentul declanșând un război între cele două părți. Totuși, acesta apare în miniseria Super Powers⁠(d) (1985), iar în cartea Who's Who in the DC Universe⁠(d) se susține că a fost înviat cu ajutorul tehnologiei de pe Apokolips.
Steppenwolf apare când Mister Miracle⁠(d) (Scott Free) dobândește puteri divine. Acesta îi reamintește de rolul pe care l-a avut în moartea mamei sale și este torturat fizic de Free, însă în loc să-l ucidă, puterile sale îl vindecă. În cele din urmă, i se ordonă să plece împreună cu legiunile lui Darkseid.
Reapare în New Gods (vol. 2) #6 într-o uiformă nouă. Deși este considerat o „rușine”, Steppenwolf este însărcinat cu conducerea forțelor militare ale liderului Darkseid. Acesta intră în conflict cu Flash (Barry Allen⁠(d)) și Liga Dreptății.
În Terror Titans⁠(d) #2, Steppenwolf apare ca membru al consiliului organizației Dark Side Club⁠(d). Este ucis de Clock King⁠(d).

### The New 52
Prin intermediul seriei The New 52⁠(d), precedată de Flashpoint⁠(d) din 2011, este introdusă o nouă versiune a Terra-2⁠(d) (casa Ligii Dreptății). În această lume paralelă, Steppenwolf conduce o invazie masivă a Pământului în numele lui Darkseid. Supereroii pământeni resping cu succes armatele de parademoni, însă Superman⁠(d), Batman⁠(d) și Femeia Fantastică⁠(d) din acea lume sunt uciși în luptă. Cinci ani mai târziu, pe capul lui Steppenwolf, aparent ascuns pe Terra-2, există o recompensă de 300 de milioane de dolari. Este ucis în cele din urmă de Bizarro⁠(d), cel pe care l-a îndoctrinat să lupte pentru Apokolips.
Steppenwolf apare pentru scurt timp într-un număr al Ligii Dreptății din The New 52. Acesta îl torturează pe Superman pe Primul Pământ. Este considerat un aliat al lui Darksed după un atac împotriva lui Anti-Monitor⁠(d).

## În mass-media

### Seriale de televiziune
- Steppenwolf apare în serialele de televiziune desfășurate în Universul animat DC⁠(d):
  - În episodul „Apokolips Now” din Superman: The Animated Series⁠(d), interpretat de Sherman Howard⁠(d). Acesta a condus o hoardă de parademoni împotriva orașului Metropolis⁠(d) în căutarea lui Superman. Aeronava lui Steppenwolf a fost doborâtă de Dan Turpin⁠(d) cu ajutorul unui elicopter al armatei.
  - În partea I a episodului „Twilight” din Liga Dreptății, interpretat de  René Auberjonois⁠(d).
- Steppenwolf apare în episodul „Duel of the Double Crossers!” a serialului Batman: The Brave and the Bold, interpretat de Kevin Michael Richardson. Acesta este prezentat drept campion al arenei lui Mongul⁠(d); Batman și alți gladiatori extratereștri ajung să lupte împotriva sa. Steppenwolf este învins de Batman cu ajutorul lui Jonah Hex⁠(d). Acesta repare în episodul „Death Race to Oblivion!”, participând la o cursă în numele lui Mogul împotriva celorlalți eroi și răufăcători.
- Steppenwolf apare în episodul „Under a Red Sun” a serialului Justice League Action, interpretat de Peter Jessop⁠(d). Este reprezentant într-un mod asemănător cu versiunea din Superman: The Animated Series. În cadrul acestei povești, Steppenwolf și Superman sunt transportați pe o planeta cu soare roșu, unde luptă până la moarte.

### Filme
O versiune alternativă a lui Steppenwolf are o prezență cameo în Justice League: Gods and Monsters⁠(d).

#### DC Extended Universe
- Steppenwolf apare pentru prima dată, prin intermediul efectelor CGI, în versiunea extinsă a filmului Batman vs. Superman: Zorii dreptății (2016). Lex Luthor⁠(d) observă o hologramă a lui Steppenwolf, acesta fiind înfățișat într-un mod similar cu reprezentarea din filmul Zack Snyder's Justice League, în camera Genesis a navei kryptoniene⁠(d).
- Steppenwolf apare atât în Liga Dreptății din 2017, cât și versiunea regizorală din 2021 a lui Zack Snyder, interpretat prin motion capture de Ciarán Hinds. Actorul a primit sfaturi din partea lui Liam Neeson (care avea experiență datorită rolului său din A Monster Calls⁠(d)) pentru interpretarea sa.[10][11][12] Hinds a fost nemulțumit de versiunea studioului, deoarece o mare parte din scenele care dezvăluiau personalitatea și dezvoltarea personajului său au fost eliminate.[13]
  - În lansarea cinematografică, Steppenwolf a fost exilat din Apokolips de Darkseid pentru că nu a reușit să cucerească Pământul cu un mileniu în urmă, după ce forțele sale au fost înfrânte de o armată alcătuită de oameni, amazoane⁠(d), atlantieni⁠(d), zei⁠(d) și lanterne verzi. Când cele trei cutii-mamă⁠(d) lăsate în urmă în timpul primei invazii au fost trezite, Steppenwolf se întoarce pe Pământ pentru a-l cuceri și a-și recăpăta statutul. În bătălia finală împotriva Ligii Dreptății, acesta este învins de Superman reînviat. Cuprins de teamă, Steppenwolf este atacat de armata sa de parademoni și tras printr-un portal înapoi pe Apokolips. Această reprezentare a primit recenzii negative atât din partea criticilor, cât și a fanilor, în special din cauza designului prost și a comportamentului său generic. Ulterior, s-a declarat că reprezentarea și personalitatea personajului au fost modificate drastic de către Joss Whedon. Modificările sale au fost criticat de Screen Rant pe motiv că sunt  „prea copilărești” și „nememorabile”.[14]
  - În Zack Snyder's Justice League, Steppenwolf a fost alungat din Apokolips, deoarece a încercat să-l trădeze pe Darkseid, iar în prezent trebuie să cucerească cincizeci de mii de lumi pentru a putea reveni pe planeta natală. Este chemat pe Pământ când cutiile-mamă, abandonate de Darkside în timpul primei sale invazii eșuate, sunt reactivate ca urmare a morții lui Superman. Aflat pe Pământ, Steppenwolf descoperă legendara ecuație antiviață⁠(d) și îl anunță pe liderul Apokolips prin intermediul lui DeSaad⁠(d). Darkseid este dispus să-i ierte trădarea dacă unește cutiile-mamă și pregătește sosirea sa. Deși Steppenwolf și parademonii săi copleșesc Liga Dreptății, acesta este învins de un Superman readus la viață. Cu toate acestea, cutiile-mamă se sincronizează și reușesc să terraformeze Pământul. Flash⁠(d) reușește însă să inverseze timpul pentru a anula evenimentul. Aquaman îl străpunge pe Steppenwolf cu tridentul său, iar Superman îl aruncă printr-un portal spre Akopolips; în timp ce zboară spre portal, Femeia Fantastică îl decapitează, iar trupul său cade la picioarele lui Darkseid. Această reprezentare a primit recenzii mult mai pozitive din partea fanilor și a criticilor, designul monstruos, prezența amenințătoare și profunzimea personalității sale fiind laudate.[15][16]
  - Steppenwolf este menționat de Mera în filmul Aquaman în timpul unei istorisiri a realizărilor lui Arthur Curry.

### Jocuri video
- Steppenwolf apare în Lego DC Super-Villains⁠(d), interpretat de Peter Jessop.